# Temporada 1983-84 de la NBA
La temporada 1983-84 de la NBA fue la trigésimoctava en la historia de la liga. La temporada finalizó con Boston Celtics como campeones tras ganar a Los Angeles Lakers por 4-3.

## Aspectos destacados
- El All-Star Game de la NBA de 1984 se disputó en el McNichols Sports Arena de Denver, Colorado, con victoria del Este sobre el Oeste por 154-145. Isiah Thomas, de Detroit Pistons, ganó el premio al MVP del partido. Larry Nance, de Phoenix Suns, se proclamó vencedor del primer Concurso de Mates de la NBA.
- David Stern comenzó su mandato como cuarto comisionado de la liga.
- Los Playoffs de la NBA fueron aumentados de 6 equipos por conferencia a 8, mantendiéndose hasta día de hoy.
- Kareem Abdul-Jabbar superó a Wilt Chamberlain como máximo anotador en la historia de la NBA.
- Denver Nuggets y Detroit Pistons disputaron el partido más anotador en la historia de la liga con triunfo de los Pistons por 186-184 en tres prórrogas.
- Dallas Mavericks se clasificó por primera vez a los playoffs, eliminando a Seattle SuperSonics por 3-2 antes de caer ante Los Angeles Lakers por 4-1 en las Semifinales de Conferencia.
- Utah Jazz hizo su primera aparición en playoffs, batiendo a Denver Nuggets por 3-2 en primera ronda y posteriormente cayendo frente a Phoenix Suns por 4-2 en las Semifinales del Oeste.
- Los Clippers jugaron su último año en San Diego, California.

## Clasificaciones

### Conferencia Este
| Equipo             | V  | D  | %V   | P  |
| ------------------ | -- | -- | ---- | -- |
| Boston Celtics C   | 62 | 20 | .756 | -  |
| Philadelphia 76ers | 52 | 30 | .634 | 10 |
| New York Knicks    | 47 | 35 | .573 | 15 |
| New Jersey Nets    | 45 | 37 | .549 | 17 |
| Washington Bullets | 35 | 47 | .427 | 27 |

| Equipo              | V  | D  | %V   | P  |
| ------------------- | -- | -- | ---- | -- |
| Milwaukee Bucks     | 50 | 32 | .610 | -  |
| Detroit Pistons     | 49 | 33 | .598 | 1  |
| Atlanta Hawks       | 40 | 42 | .488 | 10 |
| Cleveland Cavaliers | 28 | 54 | .341 | 22 |
| Chicago Bulls       | 27 | 55 | .329 | 23 |
| Indiana Pacers      | 26 | 56 | .317 | 24 |

### Conferencia Oeste
| Equipo            | V  | D  | %V   | P  |
| ----------------- | -- | -- | ---- | -- |
| Utah Jazz         | 45 | 37 | .549 | -  |
| Dallas Mavericks  | 43 | 39 | .524 | 2  |
| Denver Nuggets    | 38 | 44 | .463 | 7  |
| Kansas City Kings | 38 | 44 | .463 | 7  |
| San Antonio Spurs | 37 | 45 | .451 | 8  |
| Houston Rockets   | 29 | 53 | .354 | 16 |

| Equipo                 | V  | D  | %V   | P  |
| ---------------------- | -- | -- | ---- | -- |
| Los Angeles Lakers     | 54 | 28 | .659 | -  |
| Portland Trail Blazers | 48 | 34 | .585 | 6  |
| Seattle SuperSonics    | 42 | 40 | .512 | 12 |
| Phoenix Suns           | 41 | 41 | .500 | 13 |
| Golden State Warriors  | 37 | 45 | .451 | 17 |
| San Diego Clippers     | 30 | 52 | .366 | 24 |

* V: Victorias
* D: Derrotas
* %V: Porcentaje de victorias
* P: Partidos de diferencia respecto a la primera posición
* C: Campeón

## Playoffs
|  | Primera Ronda     | Primera Ronda | Primera Ronda |   |              | Semifinales de Conferencia | Semifinales de Conferencia | Semifinales de Conferencia |  |   | Finales de Conferencia | Finales de Conferencia | Finales de Conferencia |  |    | Finales NBA | Finales NBA | Finales NBA |
|  |                   |               |               |   |              |                            |                            |                            |  |   |                        |                        |                        |  |    |             |             |             |
|  | 1                 | Los Angeles   | 3             |   |              |                            |                            |                            |  |   |                        |                        |                        |  |    |             |             |             |
|  | 8                 | Kansas City   | 0             |   |              |                            |                            |                            |  |   |                        |                        |                        |  |    |             |             |             |
|  | 8                 | Kansas City   | 0             |   | 1            | Los Angeles                | 4                          |                            |  |   |                        |                        |                        |  |    |             |             |             |
|  |                   |               |               |   | 1            | Los Angeles                | 4                          |                            |  |   |                        |                        |                        |  |    |             |             |             |
|  |                   | 4             | Dallas        | 1 |              |                            |                            |                            |  |   |                        |                        |                        |  |    |             |             |             |
|  | 4                 | 4             | Dallas        | 1 | Dallas       | 3                          |                            |                            |  |   |                        |                        |                        |  |    |             |             |             |
|  | 4                 |               |               |   | Dallas       | 3                          |                            |                            |  |   |                        |                        |                        |  |    |             |             |             |
|  | 5                 | Seattle       | 2             |   |              |                            |                            |                            |  |   |                        |                        |                        |  |    |             |             |             |
|  | 5                 | Seattle       | 2             |   |              |                            |                            |                            |  | 1 | Los Angeles            | 4                      |                        |  |    |             |             |             |
|  | Conferencia Oeste |               |               |   |              |                            |                            |                            |  | 1 | Los Angeles            | 4                      |                        |  |    |             |             |             |
|  |                   | 6             | Phoenix       | 2 |              |                            |                            |                            |  |   |                        |                        |                        |  |    |             |             |             |
|  | 3                 | 6             | Phoenix       | 2 | Portland     | 2                          |                            |                            |  |   |                        |                        |                        |  |    |             |             |             |
|  | 3                 |               |               |   | Portland     | 2                          |                            |                            |  |   |                        |                        |                        |  |    |             |             |             |
|  | 6                 | Phoenix       | 3             |   |              |                            |                            |                            |  |   |                        |                        |                        |  |    |             |             |             |
|  | 6                 | Phoenix       | 3             |   | 6            | Phoenix                    | 4                          |                            |  |   |                        |                        |                        |  |    |             |             |             |
|  |                   |               |               |   | 6            | Phoenix                    | 4                          |                            |  |   |                        |                        |                        |  |    |             |             |             |
|  |                   | 2             | Utah          | 2 |              |                            |                            |                            |  |   |                        |                        |                        |  |    |             |             |             |
|  | 2                 | 2             | Utah          | 2 | Utah         | 3                          |                            |                            |  |   |                        |                        |                        |  |    |             |             |             |
|  | 2                 |               |               |   | Utah         | 3                          |                            |                            |  |   |                        |                        |                        |  |    |             |             |             |
|  | 7                 | Denver        | 2             |   |              |                            |                            |                            |  |   |                        |                        |                        |  |    |             |             |             |
|  | 7                 | Denver        | 2             |   |              |                            |                            |                            |  |   |                        |                        |                        |  | O1 | Los Ángeles | 3           |             |
|  |                   |               |               |   |              |                            |                            |                            |  |   |                        |                        |                        |  | O1 | Los Ángeles | 3           |             |
|  |                   | E1            | Boston        | 4 |              |                            |                            |                            |  |   |                        |                        |                        |  |    |             |             |             |
|  | 1                 | E1            | Boston        | 4 | Boston       | 3                          |                            |                            |  |   |                        |                        |                        |  |    |             |             |             |
|  | 1                 |               |               |   | Boston       | 3                          |                            |                            |  |   |                        |                        |                        |  |    |             |             |             |
|  | 8                 | Washington    | 1             |   |              |                            |                            |                            |  |   |                        |                        |                        |  |    |             |             |             |
|  | 8                 | Washington    | 1             |   | 1            | Boston                     | 4                          |                            |  |   |                        |                        |                        |  |    |             |             |             |
|  |                   |               |               |   | 1            | Boston                     | 4                          |                            |  |   |                        |                        |                        |  |    |             |             |             |
|  |                   | 5             | New York      | 3 |              |                            |                            |                            |  |   |                        |                        |                        |  |    |             |             |             |
|  | 4                 | 5             | New York      | 3 | Detroit      | 2                          |                            |                            |  |   |                        |                        |                        |  |    |             |             |             |
|  | 4                 |               |               |   | Detroit      | 2                          |                            |                            |  |   |                        |                        |                        |  |    |             |             |             |
|  | 5                 | New York      | 3             |   |              |                            |                            |                            |  |   |                        |                        |                        |  |    |             |             |             |
|  | 5                 | New York      | 3             |   |              |                            |                            |                            |  | 1 | Boston                 | 4                      |                        |  |    |             |             |             |
|  | Conferencia Este  |               |               |   |              |                            |                            |                            |  | 1 | Boston                 | 4                      |                        |  |    |             |             |             |
|  |                   | 2             | Milwaukee     | 1 |              |                            |                            |                            |  |   |                        |                        |                        |  |    |             |             |             |
|  | 3                 | 2             | Milwaukee     | 1 | Philadelphia | 2                          |                            |                            |  |   |                        |                        |                        |  |    |             |             |             |
|  | 3                 |               |               |   | Philadelphia | 2                          |                            |                            |  |   |                        |                        |                        |  |    |             |             |             |
|  | 6                 | New Jersey    | 3             |   |              |                            |                            |                            |  |   |                        |                        |                        |  |    |             |             |             |
|  | 6                 | New Jersey    | 3             |   | 6            | New Jersey                 | 2                          |                            |  |   |                        |                        |                        |  |    |             |             |             |
|  |                   |               |               |   | 6            | New Jersey                 | 2                          |                            |  |   |                        |                        |                        |  |    |             |             |             |
|  |                   | 2             | Milwaukee     | 4 |              |                            |                            |                            |  |   |                        |                        |                        |  |    |             |             |             |
|  | 2                 | 2             | Milwaukee     | 4 | Milwaukee    | 3                          |                            |                            |  |   |                        |                        |                        |  |    |             |             |             |
|  | 2                 |               |               |   | Milwaukee    | 3                          |                            |                            |  |   |                        |                        |                        |  |    |             |             |             |
|  | 7                 | Atlanta       | 2             |   |              |                            |                            |                            |  |   |                        |                        |                        |  |    |             |             |             |

## Estadísticas
| Categoría                    | Jugador          | Equipo             | Estadísticas |
| ---------------------------- | ---------------- | ------------------ | ------------ |
| Puntos por partido           | Adrian Dantley   | Utah Jazz          | 30.6         |
| Rebotes por partido          | Moses Malone     | Philadelphia 76ers | 13.4         |
| Asistencias por partido      | Magic Johnson    | Los Angeles Lakers | 13.1         |
| Robos por partido            | Rickey Green     | Utah Jazz          | 2.7          |
| Tapones por partido          | Mark Eaton       | Utah Jazz          | 4.3          |
| Porcentaje de tiros de campo | Artis Gilmore    | San Antonio Spurs  | 63.1         |
| Porcentaje de tiros libres   | Larry Bird       | Boston Celtics     | 88.8         |
| Porcentaje de tiros de tres  | Darrell Griffith | Utah Jazz          | 36.1         |

## Premios
- MVP de la Temporada
  -  Larry Bird (Boston Celtics)
- Rookie del Año
  -  Ralph Sampson (Houston Rockets)
- Mejor Defensor
  -  Sidney Moncrief (Milwaukee Bucks)
- Mejor Sexto Hombre
  -  Kevin McHale (Boston Celtics)
- Entrenador del Año
  -  Frank Layden (Utah Jazz)

| - Mejor Quinteto de la Temporada - Larry Bird, Boston Celtics - Bernard King, New York Knicks - Kareem Abdul-Jabbar, Los Angeles Lakers - Isiah Thomas, Detroit Pistons - Magic Johnson, Los Angeles Lakers | - 2.º Mejor Quinteto de la Temporada - Adrian Dantley, Utah Jazz - Julius Erving, Philadelphia 76ers - Moses Malone, Philadelphia 76ers - Sidney Moncrief, Milwaukee Bucks - Jim Paxson, Portland Trail Blazers |

| - Mejor Quinteto Defensivo - Bobby Jones, Philadelphia 76ers - Michael Cooper, Los Angeles Lakers - Wayne Rollins, Atlanta Hawks - Maurice Cheeks, Philadelphia 76ers - Sidney Moncrief, Milwaukee Bucks | - 2.º Mejor Quinteto Defensivo - Larry Bird, Boston Celtics - Dan Roundfield, Atlanta Hawks - Kareem Abdul-Jabbar, Los Angeles Lakers - Dennis Johnson, Boston Celtics - T. R. Dunn, Denver Nuggets |

- Mejor Quinteto de Rookies
  - Steve Stipanovich, Indiana Pacers
  - Ralph Sampson, Houston Rockets
  - Darrell Walker, New York Knicks
  - Jeff Malone, Washington Bullets
  - Thurl Bailey, Utah Jazz
  - Byron Scott, Los Angeles Lakers

| Semana                            | Jugador                                  |
| --------------------------------- | ---------------------------------------- |
| 28 de octubre al 6 de noviembre   | Eddie Johnson (Kansas City Kings)        |
| 7 al 13 de noviembre              | Magic Johnson (Los Angeles Lakers)       |
| 14 al 20 de noviembre             | Kiki Vandeweghe (Denver Nuggets)         |
| 21 al 27 de noviembre             | Mark Aguirre (Dallas Mavericks)          |
| 28 de noviembre al 4 de diciembre | Rickey Green (Utah Jazz)                 |
| 5 al 11 de diciembre              | Jeff Ruland (Washington Bullets)         |
| 12 al 18 de diciembre             | Adrian Dantley (Utah Jazz)               |
| 19 al 26 de diciembre             | Dan Roundfield (Atlanta Hawks)           |
| 27 de diciembre al 2 de enero     | Isiah Thomas (Detroit Pistons)           |
| 3 al 8 de enero                   | Purvis Short (Golden State Warriors)     |
| 9 al 15 de enero                  | Kelly Tripucka (Detroit Pistons)         |
| 16 al 22 de enero                 | Buck Williams (New Jersey Nets)          |
| 31 de enero al 5 de febrero       | Bernard King (New York Knicks)           |
| 6 al 12 de febrero                | Kareem Abdul-Jabbar (Los Angeles Lakers) |
| 13 al 19 de febrero               | Larry Bird (Boston Celtics)              |
| 20 al 26 de febrero               | Magic Johnson (Los Angeles Lakers)       |
| 27 de febrero al 4 de marzo       | Mickey Johnson (Golden State Warriors)   |
| 5 al 11 de marzo                  | Larry Bird (Boston Celtics)              |
| 12 al 18 de marzo                 | Adrian Dantley (Utah Jazz)               |
| 19 al 25 de marzo                 | Moses Malone (Philadelphia 76ers)        |
| 26 de marzo al 1 de abril         | Isiah Thomas (Detroit Pistons)           |
| 2 al 8 de abril                   | Kareem Abdul-Jabbar (Los Angeles Lakers) |
| 9 al 15 de abril                  | Dominique Wilkins (Atlanta Hawks)        |

| Mes       | Jugador                                  |
| --------- | ---------------------------------------- |
| Noviembre | Magic Johnson (Los Angeles Lakers)       |
| Diciembre | Jeff Ruland (Washington Bullets)         |
| Enero     | Mark Aguirre (Dallas Mavericks)          |
| Febrero   | Bernard King (New York Knicks)           |
| Marzo     | Kareem Abdul-Jabbar (Los Angeles Lakers) |

| Mes       | Jugador                         |
| --------- | ------------------------------- |
| Noviembre | Ralph Sampson (Houston Rockets) |
| Diciembre | Ralph Sampson (Houston Rockets) |
| Enero     | Ralph Sampson (Houston Rockets) |
| Febrero   | Ralph Sampson (Houston Rockets) |
| Marzo     | Ralph Sampson (Houston Rockets) |

| Mes       | Entrenador                           |
| --------- | ------------------------------------ |
| Noviembre | Dick Motta (Dallas Mavericks)        |
| Diciembre | Frank Layden (Utah Jazz)             |
| Enero     | K.C. Jones (Boston Celtics)          |
| Febrero   | Chuck Daly (Detroit Pistons)         |
| Marzo     | Jack Ramsay (Portland Trail Blazers) |